# Liste d'écrivains québécois par ordre alphabétique (I)
Pour un article plus général, voir Littérature québécoise.
| Nom                | Naissance | Décès | Genre(s) littéraire(s) | Œuvre(s) majeure(s) | Prix |
| Gisèle Internoscia | 1958      | -     | Roman jeunesse         |                     |      |